# Monroe Heath
Pour les articles homonymes, voir Heath.
Monroe Heath (né le 27 mars 1827 à Grafton dans le New Hampshire - mort le 21 octobre 1894 à Asheville en Caroline du Nord) est un homme politique américain, membre du Parti républicain. Il fut maire de Chicago de 1876 à 1879.

## Biographie
Né à Grafton, New Hampshire, il participe à la ruée vers l'or en Californie en 1849. En 1851, il fonde la Heath & Milligan Manufacturing Company à Chicago. Il a siégé au conseil municipal de Chicago de 1871 à 1876.
Il a été conseiller municipal de Chicago, représentant la 12e circonscription (ward) de la ville de Chicago.
En 1853, il épouse Julia Dickerman. Ensemble, ils ont eu quatre enfants. Son entreprise brûla deux fois : une fois en 1871, lors du Grand incendie de Chicago, puis de nouveau lors de l'incendie de 1874.

## Carrière politique
Après avoir remporté les élections municipales de 1876, Heath succède à Harvey Doolittle Colvin et prête serment en tant que maire de Chicago le 24 juillet 1876.
Il a ensuite été réélu l'année suivante, battant Perry H. Smith. Il prête serment pour son second mandat le 30 avril 1877. C'est au cours de son second mandat que la ville a connu les émeutes des cheminots de 1877, au cours desquelles des foules ont parcouru les rues et des troupes régulières ont été amenées pour rétablir l'ordre et briser la grève des cheminots.
Son mandat de maire prend fin le 28 avril 1879.
Il meurt le 21 octobre 1894 à l'âge de 67 ans à Asheville en Caroline du Nord. Il est enterré au cimetière de Oak Woods à Chicago.